# Pseudobulweria
Pseudobulweria és un gènere d'ocells marins de la família dels procel·làrids (Procellariidae). Aquests petrells eren inclosos al gènere Pterodroma, però hi ha diferències estructurals que s'han vist recolzades per estudis genètics. Les diferents espècies són aus d'hàbits pelàgics que habiten als oceans Índic i Pacífic.
Representen o bé un llinatge plesiomòrfic que encara comparteix alguns trets dels ancestrals Procellariidae amb el gènere Pterodroma, o bé l'evolució convergent d'una baldriga cap al nínxol ecològic dels petrells.

## Taxonomia
Segons la classificació del Congrés Ornitològic Internacional (versió 2.5, 2010) aquest gènere està format per 4 espècies vives.
- Petrell de Beck (Pseudobulweria becki).[3]
- Petrell de les Fiji (Pseudobulweria macgillivrayi).[4]
- Petrell de la Reunió (Pseudobulweria aterrima).
- Petrell de Tahití (Pseudobulweria rostrata).

P. becki era considerada una subespècie de P. rostrata.